# Antònia Jover Díaz
Antònia Jover Díaz   (Palma, 13 de desembre de 1958) és una política mallorquina. Va ser la candidata de Podem a la presidència del Govern de les Illes Balears en les eleccions del 2023.
De pare eivissenc i mare palmesana, la seva família va viure fortes represàlies durant el règim franquista: van empresonar el seu avi per part de mare en tant que republicà i li van expropiar les terres. Ella va ser educada per les monges franciscanes de Santa Catalina, la qual cosa, sumada a la repressió coetània, va fer-la prendre interès per la política i vincular-se a l'esquerra. Entre altres coses, va participar en el repartiment de convocatòries de manifestacions antifranquistes. Després que Franco morís, no va abandonar la reivindicació: va lluitar per la proclamació de l'Estatut d'Autonomia i va donar suport a la legalització de l'avortament induït i al projecte Dragonera Lliure. Al segle XXI, s'ha posicionat en contra de la guerra i de la política educativa del govern de José Ramón Bauzá. Un altre tema que li preocupa és la situació del català.
El 2014 va ser una de les fundadores de Podem Illes Balears i el 2021 es va presentar per a ser-ne la coordinadora, càrrec al qual finalment va accedir. A més, aquell any Ione Belarra la va incloure en el Consell Ciutadà Estatal del partit.
Del 2019 fins al 27 d'abril del 2023, va ser diputada a les Corts Espanyoles en la circumscripció de les Illes Balears. Al Congrés dels Diputats, era vicepresidenta de la comissió de Política territorial; portaveu en la d'Indústria, Comerç i Turisme, i la de Cultura i Esports; i vocal en les de Seguretat Viària i Transició Ecològica.
Diplomada per la Universitat de les Illes Balears en Ciències Empresarials, ha treballat fora de l'àmbit polític, concretament en el sector dels serveis, sigui com a grum, dependenta o auxiliar administrativa. A banda, va fer de consultora en una empresa auditora i a partir del 1987 era interventora en una empresa hotelera, fins que va ser elegida diputada.